# 保康镇
保康镇，是中华人民共和国内蒙古自治区通辽市科尔沁左翼中旗下辖的一个乡镇级行政单位。

## 行政区划
保康镇下辖以下地区：
东风社区、振兴社区、中心社区、红旗社区、科尔沁社区、梅林社区、保西村、保南村、保中村、保东村、保北村、衙门台村、吴蒙街村、四海店村、王家窑村、东道尔吉花嘎查、王家窝堡村、闫家窑村、小北马家村、大北马家村、白吉来嘎查、新立窑村、西道尔吉花嘎查、十付犁仗村、苏吉嘎查、东潘家村、西潘家窝堡村、向阳村、包门艾力嘎查委员会、和希根淖尔嘎查、查干呼嘎查、吐古伦柴达木嘎查、巨宝山村、东莫瑞嘎查、西莫瑞嘎查、建华屯村、六合屯村、后浩坦额仁嘎查、前浩坦额仁嘎查、哈沙吐嘎查、大新立屯村、巨宝屯村、巴彦胡硕嘎查、保康工业园区、保康林场和保康果园村。